# La Bosse, Sarthe

La Bosse este o comună în departamentul Sarthe, Franța. În 2009 avea o populație de 120 de locuitori.